# Поломець
Поломец (словац. Polomec) — річка в Словаччині, ліва притока Турянського потоку, протікає в окрузі Жиліна.
Довжина приблизно 5.0-5.2 км. Витік знаходиться в масиві Мала Фатра (частина Лучанська Фатра; схил гори Козол) — на висоті близько 1000 метрів. Протікає територією села Тур'є.
Впадає в Турянський потік на висоті приблизно 400-410 метрів.